# ویکتون
ویکتون (کره‌ای: 빅톤؛ انگلیسی: Victon؛ سرواژهٔ Voice to New World) گروه پسرانه اهل کره جنوبی تشکیل شده در سال ۲۰۱۶ توسط آی‌اس‌تی انترتینمنت است. این گروه شش عضو دارد: هان سونگ-وو، کانگ سونگ-شیک، ایم سه-جون، دو هان-سه، چوی بیونگ-چان و جونگ سو-بین. ویکتون در ۹ نوامبر ۲۰۱۶ با انتشار نخستین آلبوم چندآهنگه به نام صدایی به دنیای جدید فعالیتش را آغاز کرد. گروه در ابتدا هفت عضو داشت که هو چان در ۱۱ اکتبر ۲۰۲۲ گروه را ترک کرد.